# Merle Miller
Merle Miller (* 17. Mai 1919 in Montour, Iowa; † 10. Juni 1986 in Danbury, Connecticut) war ein US-amerikanischer Drehbuchautor und Roman-Schriftsteller. Bekannt wurde er vor allem durch seine Biografien zu den Präsidenten Harry S. Truman und Lyndon B. Johnson sowie durch die Drehbucharbeiten für die beiden Hollywoodklassiker der 1950er Jahre Der große Regen und Rivalen. Darüber hinaus war er in den Vereinigten Staaten als Präsident der Authors Guild tätig.

## Leben und Karriere
Merle Dale Miller wurde 1919 in Montour im Bundesstaat Iowa geboren. Miller studierte an der University of Iowa und besuchte die London School of Economics. Von 1942 bis 1945 diente er im United States Army Air Corps, wo er als Herausgeber des Yank, the Army Weekly-Magazins im Pazifik und in Europa tätig war.
Miller machte sich einen Namen als Autor von fast einem Dutzend Büchern, darunter Romane wie That Winter (1948), A Day in Late September, The Sure Thing oder Reunion. Darüber hinaus verfasste er in den 1970er und 1980er Jahren sehr erfolgreiche Biografien zu den beiden US-amerikanischen Präsidenten Harry S. Truman und Lyndon B. Johnson.
In den 1950er Jahren wandte sich Miller auch dem Schreiben von Drehbüchern für Film und Fernsehen zu. 1955 schrieb Miller das Drehbuch für den romantischen Abenteuerfilm Der große Regen von Regisseur Jean Negulesco mit Lana Turner, Richard Burton, Fred MacMurray und Joan Caulfield in den Hauptrollen. Der Film wurde von der Twentieth Century Fox nach dem Roman The rains came von Louis Bromfield produziert. Für den Filmemacher Delmer Daves verfasste er 1958 das Drehbuch zu der Kinoproduktion Rivalen mit Frank Sinatra und Tony Curtis.
Merle Miller starb im Juni 1986 im Hospital von Danbury im Bundesstaat Connecticut im Alter von 67 Jahren an den Folgen einer Bauchinfektion mit Peritonitis.

## Bibliografie (Auswahl)
Romane
- 1945: Island 49
- 1948: That Winter
- 1950: The Sure Thing
- 1954: Reunion
- 1956: A Day in Late September
- 1956: A Secret Understanding
- 1961: A Gay and Melancholy Sound
- 1972: What Happened

Biografien
- 1974: Plain Speaking: An Oral Biography of Harry S. Truman
- 1980: Lyndon an oral Biography
- 1985: Ike the Soldier – As They Knew Him

## Filmografie

### Als Drehbuchautor
- 1955: Der große Regen (The Rains of Ranchipur)
- 1958: Rivalen (Kings Go Forth)